# Century Gothic
Century Gothic est une police de caractères sans-serif conçue par Monotype Imaging en 1991. La police Century Gothic s'inspire de la police Twentieth Century de Sol Hess, qui a été conçue entre 1937 et 1947. La police se caractérise surtout par les minuscules a et g, et par les points suscrits (caractères diacritiques) des lettres i et j de forme ronde.

## Une police écologique
En 2010, l'université du Wisconsin à Green Bay adopte Century Gothic afin d’utiliser environ 30 % d'encre en moins qu’avec les autres polices.
La police la plus économique en encre restant Garamond, principalement parce que ses caractères bas de casse (minuscules) sont relativement plus petits et donc moins lisibles.

## Usages connus
- Century Gothic est la police du logo du groupe de musique américain Weezer.
- Century Gothic est la police de The Ellen DeGeneres Show.
- Century Gothic est la police du jeu Battlefield Heroes.
- Century Gothic est utilisée sur les pochettes des deux[Lesquels ?] albums de Stromae.
- Century Gothic est la police utilisée dans le titre et les génériques d'ouverture et de fin de la série Dr House.
- Century Gothic est la police utilisée pour le logo de la ville de Troyes.
- Malgré la ressemblance à Century Gothic (gras et italique), la police utilisée pour le logo de la chaîne télévisée Canal+ est en fait un dérivé créé par Étienne Robial de la police Futura.
- Century Gothic est la police de l'œuvre théâtrale An Inspector Calls.
- Cette police remplace la police CN Bold (Lubalin Graph ITC Turner Bold), utilisée par la chaîne de dessins animé Cartoon Network